# Баку
Баку́ (на азербайджански: Bakı, МФА (азърб.):[bɑˈcɯ], Бакъ̀) е столицата на Азербайджан, както и най-големият град на Каспийско море и в региона на Кавказ. В града живеят 2 300 500 души към 2021 г. и Баку е център на метрополен регион, обитаван от 3 675 000 жители.

## География
Баку (азерб. Бакъ, възможно от перс. бад кубе – град на ветровете) е столицата и най-големият град в Азербайджан.
Население – 2 064 900 души (2010).
Географски координати – 40°22′с. ш. 49°53′и. д.
Гербът на Баку представлява три факела на фона на морските вълни. Азербайджан отдавна е наричан „Страна на огньовете“ и Баку с неговите природни огньове е неин символ. Тук живее повече от половината градско население на страната. Територията на Баку е 192 хиляди хектара, а на историческия център на града – Крепостта – 21,5 хектара. Баку се простира на целия Апшеронски полуостров и извън него – включвайки в себе си селища-„амфибии“ върху естествени и изкуствени острови. Баку е разположен на брега на Каспийско море. Множество малки острови (Беюк-зире, Даш-зире, Зенбил, Сенги Муган, Чикил, Гарасу, Хере-зире, Чилов, Пиралахи, Игнат Даш и др.) образуват Бакинския архипелаг.

## Климат
| Климатични данни на Баку           | Климатични данни на Баку | Климатични данни на Баку | Климатични данни на Баку | Климатични данни на Баку | Климатични данни на Баку | Климатични данни на Баку | Климатични данни на Баку | Климатични данни на Баку | Климатични данни на Баку | Климатични данни на Баку | Климатични данни на Баку | Климатични данни на Баку | Климатични данни на Баку |
| Месеци                             | яну.                     | фев.                     | март                     | апр.                     | май                      | юни                      | юли                      | авг.                     | сеп.                     | окт.                     | ное.                     | дек.                     | Годишно                  |
| Средни максимални температури (°C) | 6                        | 6                        | 10                       | 16                       | 22                       | 27                       | 30                       | 30                       | 26                       | 20                       | 14                       | 10                       | 18,1                     |
| Средни минимални температури (°C)  | 2                        | 2                        | 4                        | 9                        | 14                       | 18                       | 21                       | 21                       | 18                       | 13                       | 8                        | 3                        | 12,0                     |
| ---------------------------------- | ------------------------ | ------------------------ | ------------------------ | ------------------------ | ------------------------ | ------------------------ | ------------------------ | ------------------------ | ------------------------ | ------------------------ | ------------------------ | ------------------------ | ------------------------ |
|                                    |                          |                          |                          |                          |                          |                          |                          |                          |                          |                          |                          |                          |                          |

Баку е разположен в зоната на умерения климат. В съответствие с Климатичната класификация на Кьопен, климатът на Баку е студен степен. Летата са топли, сухи и слънчеви, със сравнително високи температури (30 °C) и с най-ниски стойности от 20 °C. Температурата през лятото рядко достига 35 °C. Зимите са студени и влажни, със средна максимална температура от 6 °C и средна минимална от 2 °C, падат и под 0 °С. Обикновено падат около 2 – 3 снеговалежа годишно. Пролетта и есента са леки. Средното количество валежи на година е 210 mm.

## История и култура
Баку е древен град. В древността градът се е наричал на персийски „Барака“ (Baraca, باراکا), а на арменски се е наричал „Пакован“ (Pakovan, Պակովան). За пръв път се споменава в изворите през VI век. Тук се сливат Европа и Азия, западната и източната култура.
Баку е крупен културен център. Тук за пръв път в мюсюлманска страна е вдигната завесата на национален театър, прозвучала е първата опера, издавал се е първият вестник, открита е първата библиотека. Днес в Баку има много музеи и университети.

### Сгради и културни паметници
Разнообразието от исторически паметници е необичайно.
Уникалните скални древни изображения, оставени от първобитните хора върху стените на пещери, на скали и каменни отломъци, могат да се видят в Държавния историко-художествен резерват Гобустан (на 60 km от Баку).
В най-древната част на града – Крепостта „Ичери Шехер“ („Вътрешен град“) се намира цял комплекс уникални древни съоръжения. Това е историко-архитектурният музей – резерват, в който влиза ансамбълът на двореца на Ширваншаховете (XV век). На територията на крепостта се намира Момината кула (XII век). По своите архитектурни особености Момината кула е единствената на Изток.
В Баку могат да се видят и великолепни образци на западноевропейската архитектура от края на XIX и началото на XX век и забележителни образци на архитектурата на 30-те и 80-те години на XX век.
Храмове:
- Храм на огнепоклонниците „Атешгях“, разположен на 30 km от Баку.
- Джамията Биби Хейбат от XIII век е разрушена от болшевиките през 1939 г. и е възстановена през 1999 г.

## Икономика
Съвременен Баку е град с развита инфраструктура, който органично съчетава минало и настояще. Също така е крупен индустриален център: старите петролни сонди, знаменитите Нефт Дашларъ („Нефтени камъни“), уникалният завод за дълбоководни основи, съвременните петролни платформи.

## Галерия
- Академията на науките (Ismailiyye)
- Момината кула
- Старият град

## Известни личности
Родени в Баку
- Илхам Алиев (р. 1961), политик
- Наталия Арсениева (1903 – 1997), беларуска поетеса
- Сергей Закариадзе (1909 – 1990), грузински актьор
- Рихард Зорге (1895 – 1944), разузнавач
- Гари Каспаров (р. 1963), шахматист
- Лев Ландау (1908 – 1968), учен
- Владимир Левин (р. 1984), футболист
- Теймур Раджабов (р. 1987), шахматист
- Мстислав Ростропович (1927 – 2007), руски музикант
- Зейналабдин Тагиев (1838 – 1924), бизнесмен

## Други
На Баку е наречена улица в квартал „Студентски град“ в София (Карта).